# الكيبنية (الحديدة)

تعديل مصدري - تعديل

الكيبنية هي إحدى قرى مديرية السخنة، التابعة لمحافظة الحديدة اليمنية، بلغ تعداد سكانها 3927 نسمة حسب الإحصاء الذي جرى عام 2004.